# 新羅房
新羅房（しるらぼう、しらぎぼう）は統一新羅時代、唐にいた新羅人が主にすんでいた集団居住地のことを指す。新羅と唐の間の交通の中心地になった。

## 開設
新羅は三国統一から少しずつ海上への進出を活発にし唐、日本と貿易をするだけではなく海上貿易活動に便利なところに移民をして集団で居住するようになった、唐の海岸地域にあった集団居住地を新羅房と言うが、その中でも新羅人を統治するために総官まで配置した山東省登州にあるのが有名で、山東省から江蘇省にわたって存在した。また、文登県赤山村には赤山院という新羅人の寺がたてられ新羅と日本の僧侶が来て、後に張保皐が海上権を掌握して海上貿易が新羅人の独占になってさらに繁栄した。当時新羅人が立てた赤山院と同じ寺は新羅院と言われ、また新羅人が唐の居住地に自治的な行政機関として設置した新羅房に居住する新羅準を統治するための行政機関を新羅所と呼んだ。
現在は山東省で張保皐が建てた赤山法花院にその痕跡を見ることができる。

この記述には、ダウムからGFDLまたはCC BY-SA 3.0で公開される百科事典『グローバル世界大百科事典』をもとに作成した内容が含まれています。